# Штипина
Штипина је насеље у Србији у општини Књажевац у Зајечарском округу. Према попису из 2022. било је 370 становника (према попису из 1991. било је 615 становника).

## Демографија
У насељу Штипина живи 322 пунолетна становника, а просечна старост становништва износи 51,1 година (50,4 код мушкараца и 51,9 код жена). У насељу има 139 домаћинства, а просечан број чланова по домаћинству је 2,66.
Ово насеље је великим делом насељено Србима (према попису из 2002. године), а у последња три пописа, примећен је пад у броју становника.
|  |

| Демографија | Демографија | Демографија |
| Година      | Становника  | Становника  |
| ----------- | ----------- | ----------- |
| 1948.       | 643         |             |
| 1953.       | 651         |             |
| 1961.       | 600         |             |
| 1971.       | 653         |             |
| 1981.       | 644         |             |
| 1991.       | 615         | 609         |
| 2002.       | 531         | 538         |
| 2011.       | 466         |             |
| 2022.       | 370         |             |

| Етнички састав према попису из 2002.‍ | Етнички састав према попису из 2002.‍ | Етнички састав према попису из 2002.‍ | Етнички састав према попису из 2002.‍ | Етнички састав према попису из 2002.‍ |
| ------------------------------------ | ------------------------------------ | ------------------------------------ | ------------------------------------ | ------------------------------------ |
|                                      |                                      |                                      |                                      |                                      |
| Срби                                 | Срби                                 |                                      | 522                                  | 98,30%                               |
| непознато                            | непознато                            |                                      | 2                                    | 0,37%                                |

| Година пописа     | 1948. | 1953. | 1961. | 1971. | 1981. | 1991. | 2002. |
| ----------------- | ----- | ----- | ----- | ----- | ----- | ----- | ----- |
| Број домаћинстава | 144   | 147   | 147   | 157   | 174   | 175   | 162   |

| Број чланова      | 1  | 2  | 3  | 4  | 5  | 6  | 7 | 8 | 9 | 10 и више | Просек |
| ----------------- | -- | -- | -- | -- | -- | -- | - | - | - | --------- | ------ |
| Број домаћинстава | 29 | 39 | 26 | 32 | 12 | 15 | 6 | 1 | 2 | 0         | 3,28   |

| Пол    | Укупно | Неожењен/Неудата | Ожењен/Удата | Удовац/Удовица | Разведен/Разведена | Непознато |
| ------ | ------ | ---------------- | ------------ | -------------- | ------------------ | --------- |
| Мушки  | 235    | 53               | 149          | 23             | 10                 | 0         |
| Женски | 234    | 29               | 151          | 48             | 6                  | 0         |
| УКУПНО | 469    | 82               | 300          | 71             | 16                 | 0         |

| Пол    | Укупно                    | Пољопривреда, лов и шумарство | Рибарство                            | Вађење руде и камена | Прерађивачка индустрија       |
| ------ | ------------------------- | ----------------------------- | ------------------------------------ | -------------------- | ----------------------------- |
| Мушки  | 102                       | 24                            | 0                                    | 3                    | 49                            |
| Женски | 90                        | 24                            | 0                                    | 0                    | 41                            |
| УКУПНО | 192                       | 48                            | 0                                    | 3                    | 90                            |
| Пол    | Производња и снабдевање   | Грађевинарство                | Трговина                             | Хотели и ресторани   | Саобраћај, складиштење и везе |
| Мушки  | 1                         | 6                             | 7                                    | 1                    | 0                             |
| Женски | 0                         | 0                             | 5                                    | 1                    | 0                             |
| УКУПНО | 1                         | 6                             | 12                                   | 2                    | 0                             |
| Пол    | Финансијско посредовање   | Некретнине                    | Државна управа и одбрана             | Образовање           | Здравствени и социјални рад   |
| Мушки  | 1                         | 1                             | 0                                    | 5                    | 1                             |
| Женски | 1                         | 0                             | 1                                    | 6                    | 7                             |
| УКУПНО | 2                         | 1                             | 1                                    | 11                   | 8                             |
| Пол    | Остале услужне активности | Приватна домаћинства          | Екстериторијалне организације и тела | Непознато            | Непознато                     |
| Мушки  | 1                         | 0                             | 0                                    | 2                    | 2                             |
| Женски | 1                         | 0                             | 0                                    | 3                    | 3                             |
| УКУПНО | 2                         | 0                             | 0                                    | 5                    | 5                             |

## Галерија
- Зграда школе
- Месна заједница
- Црква Рођења Пресвете Богородице